# Sarkis Rizzi z Bkoufy
Sarkis Rizzi z Bkoufy (ur. prawdopodobnie w 1539, zm. 25 września 1596) – duchowny katolickiego Kościoła maronickiego, w latach 1581-1596 50. patriarcha tego Kościoła - maronicki patriarcha Antiochii i całego Wschodu.